# Gram Parsons
Gram Parsons (de nom real Ingram Cecil Connor III, 5 de novembre de 1946 - 19 de setembre de 1973) fou un cantant, guitarrista i pianista estatunidenc. Va formar part de les bandes International Submarine Band, The Byrds i The Flying Burrito Brothers. Més tard va començar una carrera en solitari i va col·laborar estretament amb Emmylou Harris.
Parsons va morir d'una sobredosi de droga als 26 anys a una habitació d'hotel a Joshua Tree, Califòrnia. Des de la seva mort, se li ha atribuït una gran influència en el naixement del country rock dels anys 70 i en el moviment de country alternatiu de principis dels anys 90. L'any 2004, la revista Rolling Stone el va situar en el lloc 87 de la llista dels 100 artistes més grans de tots els temps.

## Biografia

### 1946-1968
Parsons va néixer com Ingram Cecil Connor III a Winter Haven, Florida, net del magnat dels cítrics John A. Snively, amb moltes propietats tant allí com a Waycross, Geòrgia, on Parsons fou criat. El seu pare es va suïcidar dos dies abans del dia de Nadal de 1958. La mare de Parsons, Avis, es va casar després amb Bob Parsons, de qui va agafar el cognom. Des d'aquest moment Ingram seria conegut com a Gram Parsons. Parsons va anar a la prestigiosa Bolles School a Jacksonville, Florida. Durant un temps, la seva família va trobar l'estabilitat, tot i que Avis va caure en l'alcoholisme i va acabar morint de cirrosi.
Mentre la seva família es desintegrava al seu voltant, Parsons va mostrar un gran interès per la música, especialment després d'haver vist un concert d'Elvis Presley l'any 1957. Cinc anys més tard, encara adolescent, va tocar a grups que feien versions de rock and roll, com The Pacers i The Legends. Ams setze anys va passar a la música folk, i l'any 1963 es va associar amb The Shilos. Molt influenciat pel Kingston Trio i The Journeymen, la banda tocava en cafès i auditoris d'escoles de secundària.
Tot i que era del Sud, no es va interessar seriosament per la música country fins que va escoltar per primera vegada a Merle Haggard a Boston, Massachusetts. L'any 1966, va formar amb altres músics procedents del folk la International Submarine Band. El grup es va traslladar a Los Angeles l'any següent i l'any 1968 van editar l'àlbum Safe at Home, que conté una de les seves cançons més conegudes, “Luxury Liner”, i una versió primerenca de “Do You Know How It Feels”, que interpretaría en el seu primer àlbum amb The Flying Burrito Brothers.

### 1968-1970
L'any 1968 Parsons va formar part de The Byrds, amb qui va gravar l'àlbum Sweethart of the Rodeo, concebut originalment com una història de la música del segle xx. Començava amb música country tradicional, seguien jazz, R&B i rock, i acabava amb la música electrònica més avançada de l'època.
Durant aquest període, Parsons va conèixer Mick Jagger i Keith Richards, de The Rolling Stones. Mentre es trobava a Anglaterra, Parsons es va fer amic de Richards i el va introduir a la música country.
De tornada a Los Angeles, Parsons es va ajuntar amb Chris Hillman (els dos tocaven la guitarra rítmica), i van formar The Flying Burrito Brothers, amb el baixista Chris Ethridge i l'intèrpret de pedal steel Sneaky Pete Kleinow. El seu primer àlbum, The Gilded Palace Of Sin (1969) era una versió moderna de l'estil de country Bakersfield, popularitzat per Buck Owens. En el disc hi havia cançons originals de Parsons-Hillman, com “Christine's Tune” i “Hot Burrito #2, i també versions de clàssics de la música soul, com “The Dark End of the Street” i “Do Right Woman”.

### 1970–1972
Parsons va signar un contracte en solitari amb la discogràfica A&M Records. Es va casar l'any 1971 amb Gretchen Burrell. Aquest mateix any va acompanyar The Rolling Stones en la seva gira.

### 1972–1973
Parsons i Burrell gaudeixen dels millors moments de la seva relació. Van viatjar a Anglaterra. En tornar als Estats Units per fer un concert amb The Flying Burrito Brothers i, a instàncies de Hillman, va anar a escoltar la cantant Emmylou Harris a un petit club a Washington, D.C. Es fan amics i, abans d'un any, Parsons li demana que gravi amb ell a Los Angeles el seu primer àlbum en solitari.
A mitjans de 1972, Parsons va signar amb la discogràfica Reprise Records i grava l'àlbum GP (1973).
El següent i últim àlbum Grievous Angel, torna a tenir la col·laboració d'Emmylou Harris. El disc, que va sortir al mercat (1974) després de la seva mort, va rebre comentaris encara més entusiastes que el seu primer disc, i des d'aleshores s'ha considerat un disc clàssic del gènere.
Parsons va morir el 19 de setembre de 1973 a Joshua Tree, Califòrnia amb només 26 anys d'una combinació letal d'alcohol i drogues.
Phil Kaufman amic i roadmànager de Parsons i altres amics van pactar temps abans, que qui morís abans cremaria el cadàver de l'altre al Joshua Tree NP i escamparia les seves cendres allà. Phil va robar el cadàver de Parsons de l'aeroport de Los Angeles i el va portar al desert amb un cotxe fúnebre llogat. un cop allà li va calar foc. Desgraciadament, el desconeixement de Kaufman sobre la cremació humana va fer que només es cremés el fèretre i el cadàver només quedés calcinat. Kaufman només va ser condemnat a pagar el taüt perquè el robatori del cadàver en aquells anys no era delicte a Califòrnia en no tenir valor monetari. Finalment va ser enterrat al Memorial Lawn Cemetery, New Orleans, Louisiana.

## Discografia
| Any  | Album | Llista de vendes | Llista de vendes |
| Any  | Album | EUA              | Country EUA      |
| ---- | --- | ---------------- | ---------------- |
| 1968 | Safe at Home (International Submarine Band)                                                                  |                  |                  |
| 1968 | Sweetheart of the Rodeo (The Byrds)                                                                          | 77               |                  |
| 1969 | The Gilded Palace of Sin (Flying Burrito Brothers)                                                           | 164              |                  |
| 1970 | Burrito Deluxe (Flying Burrito Brothers)                                                                     |                  |                  |
| 1973 | GP |                  |                  |
| 1974 | Grievous Angel                                                                                               | 195              |                  |
| 1976 | Sleepless Nights (Gram Parsons i The Flying Burrito Brothers)                                                | 185              |                  |
| 1979 | Early Years (1963–1965)                                                                                      |                  |                  |
| 1982 | Live 1973 (Gram Parsons i The Fallen Angels)                                                                 |                  |                  |
| 2001 | Sacred Hearts & Fallen Angels: The Gram Parsons Anthology                                                    |                  |                  |
| 2001 | Another Side of This Life: The Lost Recordings of Gram Parsons                                               |                  |                  |
| 2006 | The Complete Reprise Sessions                                                                                |                  |                  |
| 2007 | Gram Parsons Archives Vol.1: Live at the Avalon Ballroom 1969 (Gram Parsons amb The Flying Burrito Brothers) |                  | 45               |